# Igreja Católica Siro-Malancar
A Igreja Católica Siro-Malancar (em malaiala, സീറോ മലങ്കര കത്തോലിക്കാ സഭ) é uma Igreja Católica Oriental sui iuris em comunhão com as Igrejas Católicas. Assim como as outras igrejas orientais indianas, tem sua fundação tradicional ligada a São Tomé, e está em comunhão com as Igrejas Católicas desde 1930, após cisão em 1663.
Os seus fiéis concentram-se na região oeste de Kerala (Costa do Malabar, Índia), dividindo-se em uma arquidiocese maior e cinco eparquias. Actualmente, esta Igreja sui iuris conta com cerca de 500 mil católicos na Índia e de umas dezenas de milhares de católicos em outros países estrangeiros.
O seu rito litúrgico pertence à tradição siríaca de Antioquia. Esta Igreja oriental é atualmente governada pelo Arcebispo Maior Baselios Cleemis, juntamente com o seu Sínodo. A sua sede é a Arquidiocese Maior de Trivandrum.

## História
O Cristianismo chegou à Índia com São Tomé, segundo origens lendárias. Assim, surgem os Cristãos de São Tomé, que manteriam o rito oriental. O Catolicismo só chegou à Costa do Malabar graças ao esforço dos missionários portugueses, em especial de São Francisco Xavier.
Apesar disso, somente em 1926 o Sínodo Episcopal da Igreja Siro-Malancar, realizado em Parumala, autorizou o Mor Ivanios Geevarghese Panickaruveetil a entrar em negociações com a Santa Sé para uma reunião definitiva com a Igreja Católica Romana, sob a condição expressa de que a antiga e venerável tradição oriental da Igreja Siro-Malancar fosse conservada e mantida intacta. O Papa Pio XI graciosamente aceitou as condições e festejou o reencontro. Assim, em 1930, foram ordenados os primeiros sacerdotes pela tradição siro-malancar.
Em 2005, a Igreja Siro-Malancar obteve finalmente o estatuto de Igreja sui iuris, através da elevação de Trivandrum a Arquidiocese Maior.